# Diplazium bittyuense
Diplazium bittyuense är en majbräkenväxtart som beskrevs av Motozi Tagawa.
Diplazium bittyuense ingår i släktet Diplazium och familjen Athyriaceae. Inga underarter finns listade i Catalogue of Life.